# Halodiplosis botryoideus
Halodiplosis botryoideus är en tvåvingeart som beskrevs av Fedotova 1993. Halodiplosis botryoideus ingår i släktet Halodiplosis och familjen gallmyggor.
Artens utbredningsområde är Turkmenistan. Inga underarter finns listade i Catalogue of Life.